# Цавтат
Цавтат (хорв. Cavtat, італ. Ragusavecchia, грец. Επιδαυρος) — місто Хорватії у Дубровницько-Неретванській жупанії, центр громади Конавле. Розташоване на узбережжі Адріатичного моря за 15 км від міста Дубровник. Один з найпопулярніших туристичних центрів Хорватії, поєднаний поромною переправою із Дубровником, Млинами та Платом.

## Етимологія назви
Сучасна назва міста походить від латинського словосполучення лат. Civitas vetus, що означає Старе місто . Втім, відомо, що вже іллірійці називали місто Заптал.

## Історія

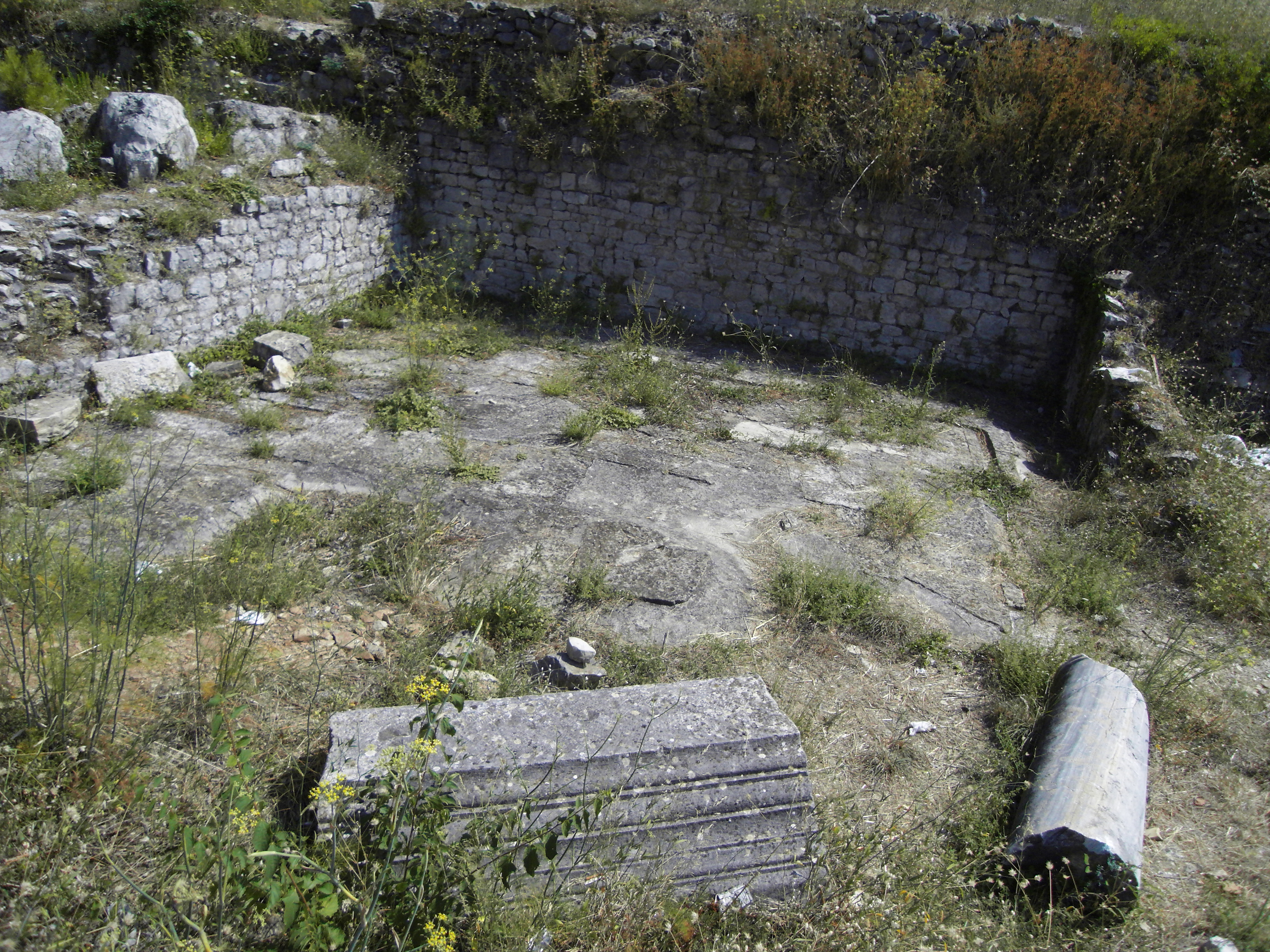
Фрагменти будівель ранньої римської доби, датовані приблизно 1 століттям

Місто засноване в античну добу як грецька колонія Епідавр близько 6 століття до н. е, назване, імовірно, за однойменним містом в Арголіді, відомим святилищем Асклепія. 228 до н. е. місто захопили римляни, тоді ж з'явилась латинізована назва — Епідаврум (лат. Epidaurum). Перша згадка про римський Епідаврум віднесена до 47 року до н. е.
Донині майже не дійшло предметів матеріальної культури. Частково зберігся акведук, що з'єднував Епідаврум з селом Водовадья в Конавле, який постачав місто водою. Назва місця, звідки забиралася вода (Конавле — Каналіс) дало назву всій місцевості. На початку 7 століття місто зруйноване під час аваро-слов'янської навали і, ймовірно, в 614 році біженці з Епідаврума заснували Рагузу, сучасний Дубровник. З тих пір Цавтат належав слов'янській державі Травунії. 1426 року Рагузька республіка придбала Цавтат у князя Р. Павловича, з того часу Цавтат повністю ділив долю Дубровника.

## Населення
Населення за даними перепису 2011 року становило 2 153 осіб.
Динаміка чисельності населення міста:

## Культура
Найзначніша подія культурного життя в Цавтаті — міжнародний фестиваль музики та мистецтв «Епідаурус», який починається щороку наприкінці серпня і триває впродовж місяця. Фестиваль пропонує різноманітні заходи: концерти класичної музики, джазу, курси для молодих діячів мистецтва, виставки, театральні вистави, лекції.

### Архітектурні пам'ятки

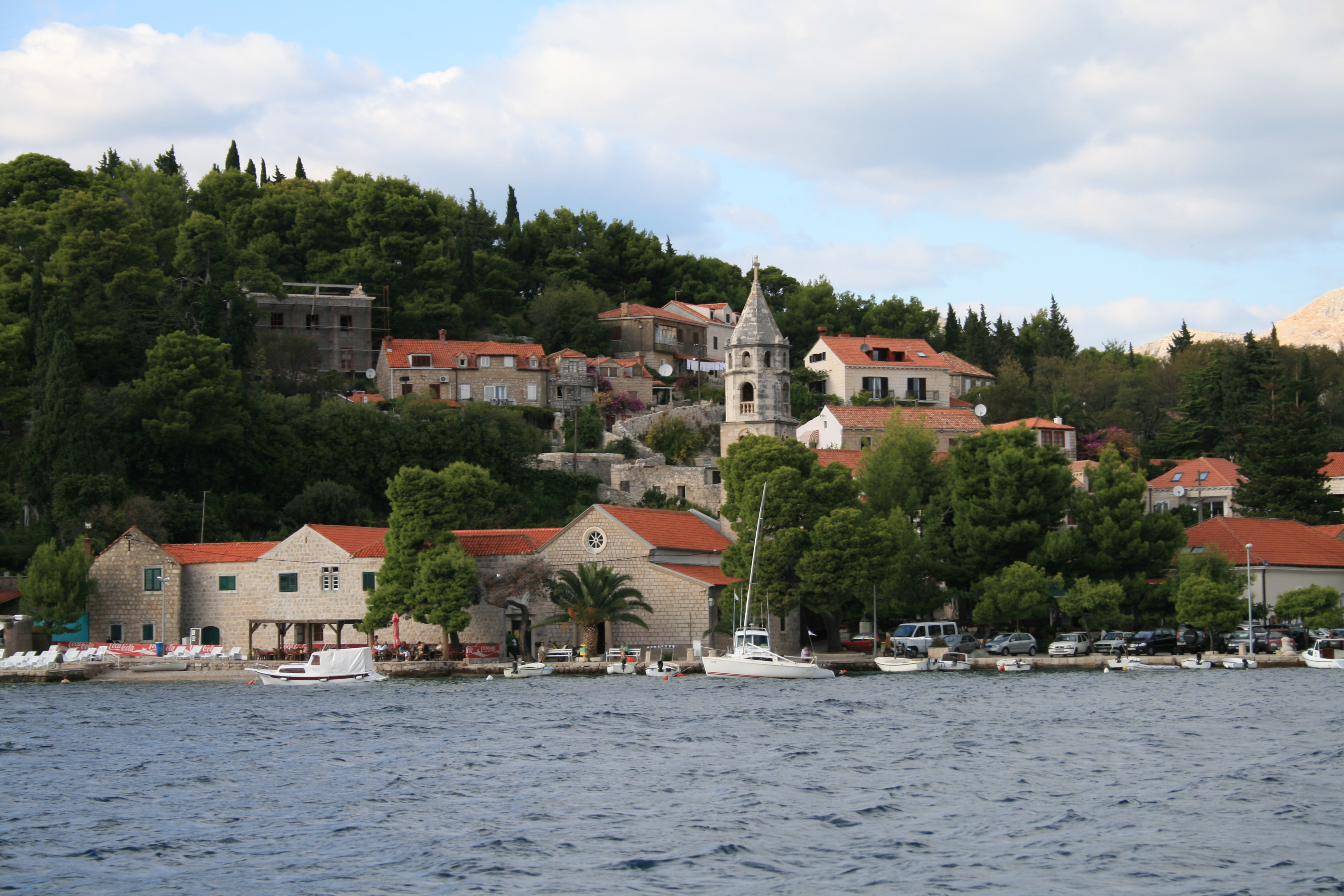
Історичний центр Цавтата

Більшість будівель Цавтата, що збереглися з часів Дубровницької республіки, побудовані в стилі ренесансу з елементами готики, зокрема Княжий двір, церква Святого Миколая і францисканський монастир Діви Марії Сніжної. Частково вціліли міські мури і фортифікаційні споруди.
У палаці ректора зберігається колекція Балтазара Богішича, яку складають бібліотека, що нараховує 22 тисячі раритетних книг, цінних архівних матеріалів, зібрання графіки, колекція старовинних монет, зброї, етнографічна колекція. У будинку, в якому народився Влахо Буковац, відкрито Меморіальний музей. Роботи Буковця експонуються в церкві Святого Миколая і в церкві монастиря Діви Марії Сніжної.
В околицях Цавтата розташовані руїни іллірійських, грецьких і римських поселень. При розкопках там знайдено амфори, частини будівель, мозаїки тощо. Поблизу монастиря збереглися залишки міських вулиць, руїни амфітеатру і сходи, які ведуть на пагорб, що височіє над містом, де згідно з легендою стояв храм Асклепія, а пізніше, в римську добу, розташовувався форум Августа. Нині на пагорбі розташований мавзолей сімейства Рачіч, створений хорватським скульптором Іваном Мештровичем.

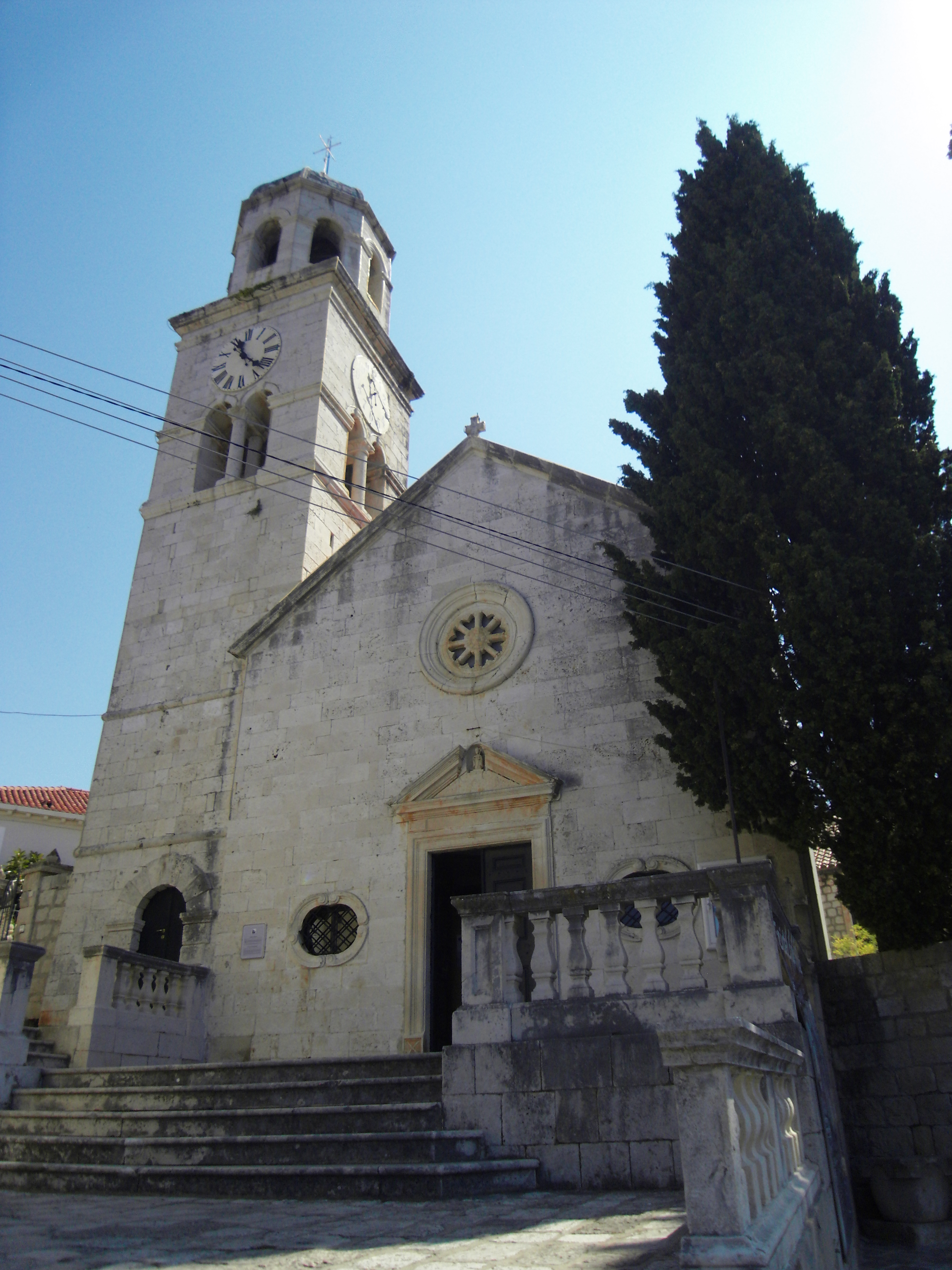
Церква святого Миколая
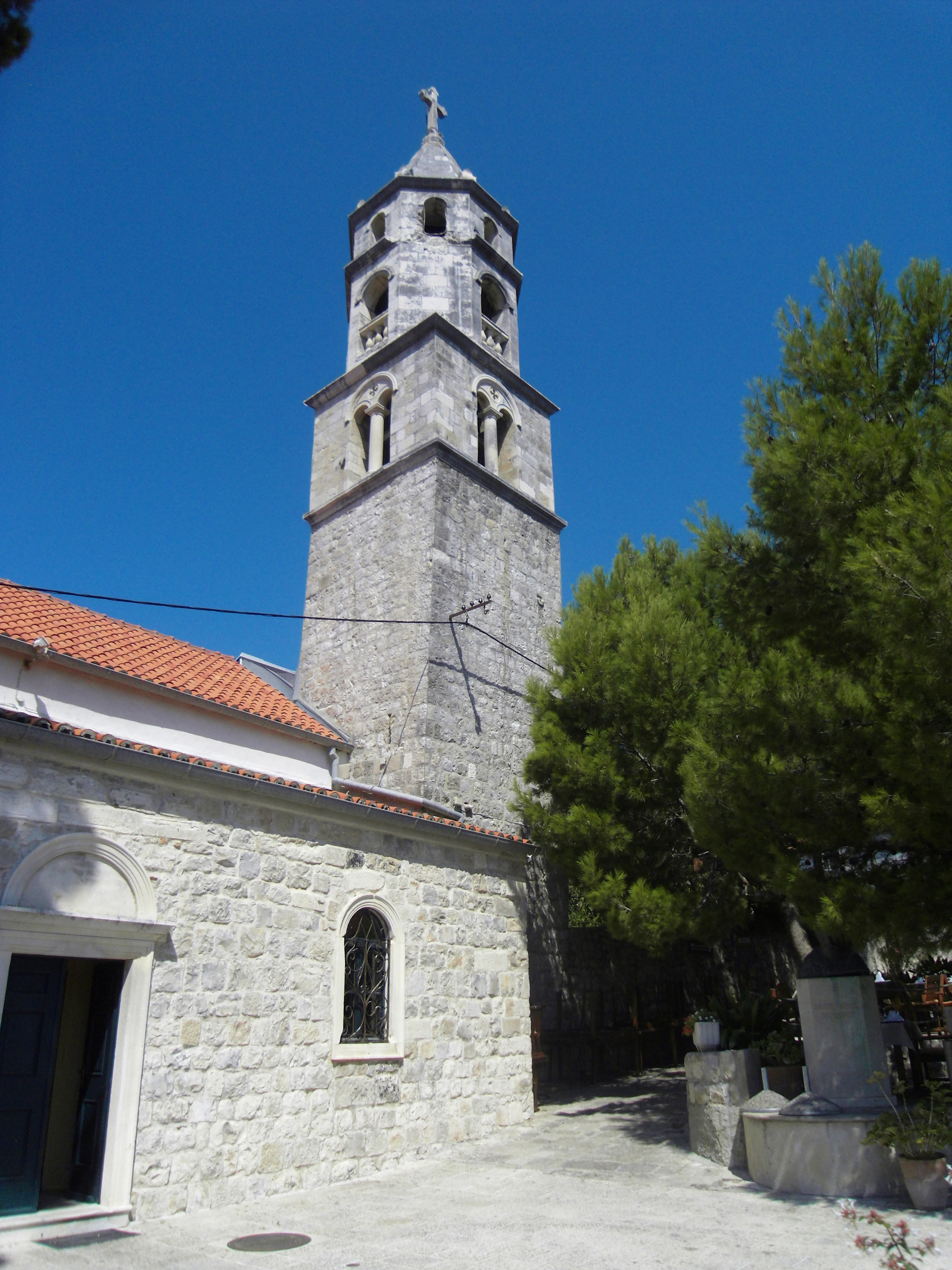
Церква монастиря Діви Марії Сніжної
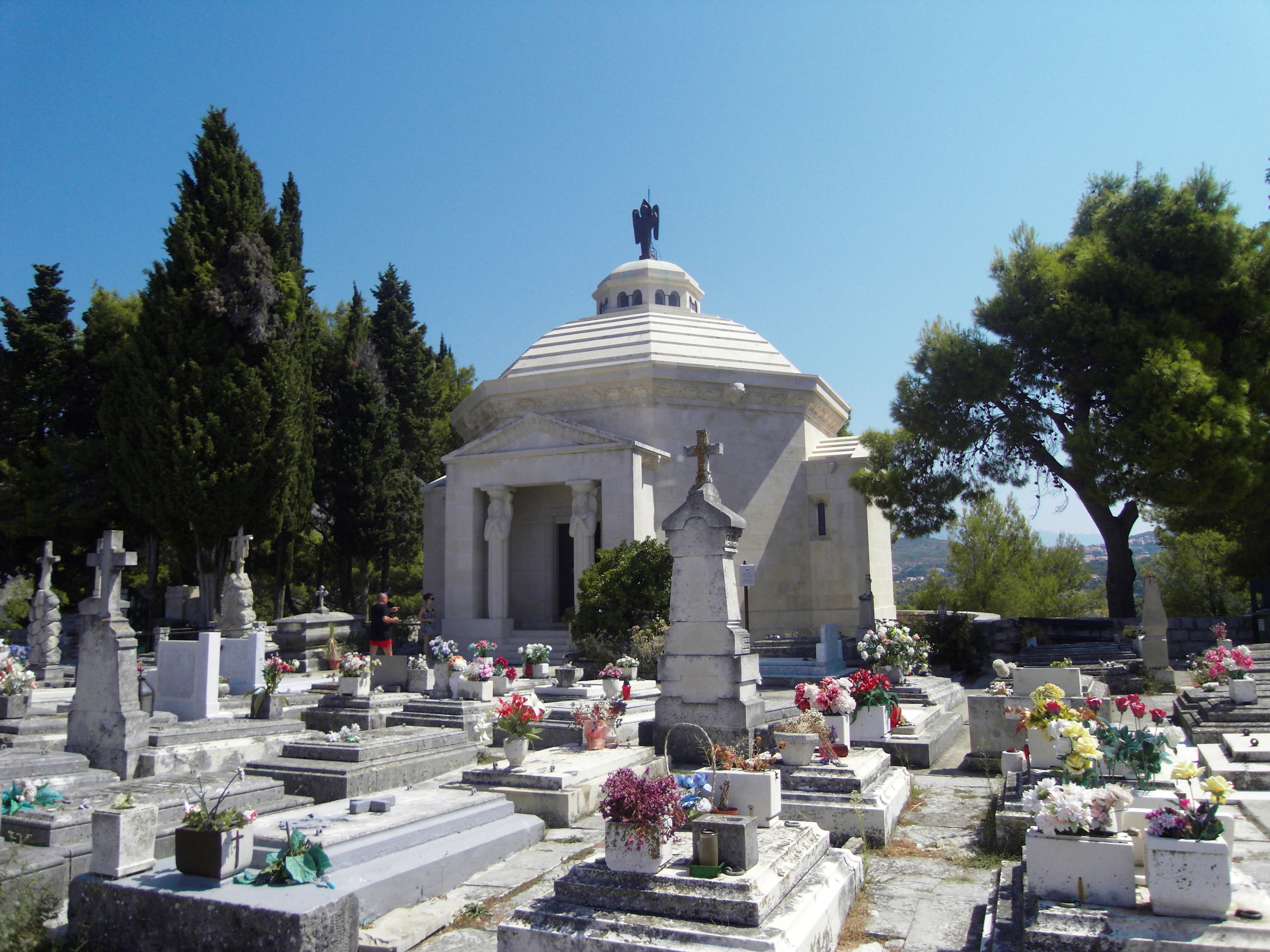
Мавзолей родини Рачіч